# صالح زيدان
صالح زيدان سياسي فلسطيني مقيم في غزة، عضو المكتب السياسي للجبهة الديمقراطية لتحرير فلسطين.